# I.aM.mE
I.aM.mE (aus Inspire.Motivate.Energize) ist eine 2010 gegründete US-amerikanische Hip-Hop-Tanzgruppe aus Houston, Texas. 
Im Jahr 2011 gewann sie die sechste Staffel der vom Musiksender MTV ausgestrahlten Sendung America’s Best Dance Crew. Die Gruppe besteht aus Philip Chbeeb, Di Zhang, Brandon Harrell, Olivia Gonzales, Emilio Dosal und Jana Vaňková. Das jüngste Mitglied ist die beim Sieg der Gruppe 15 Jahre alte Olivia Gonzales.